# 阿罗约多斯拉托斯
阿罗约多斯拉托斯是巴西南大河州的一个市镇。总面积425.938平方公里，总人口13656人，人口密度32.1人/平方公里。